# Distrito de Sitabamba
El distrito de Sitabamba es uno de los ocho que conforman la provincia de Santiago de Chuco, ubicada en el departamento de La Libertad en el norte del Perú.

## Geografía
Este distrito está dividido por una fractura geográfica, que lo divide en dos espacios físicos bastante notorios: La Pampa del Cóndor y La Banda.

## División administrativa
El distrito tiene quince caseríos:
En la Pampa del Cóndor hay nueve: 
- Sitabamba
- Vilcabamba
- Pijobamba
- Chagavara
- Achira
- La Unión
- Parasive
- Huacabamba
- Uchucubamba

En La Banda hay seis:
- Santa Cruz de Payures
- Corrales
- Huayobal
- Ushnoval
- Quilliz
- San Miguel de Shita

## Transporte

### Accesos
Este distrito tiene dos entradas, una por la Pampa del Cóndor y la otro es a través de la vía Chugay-El Alizar-Payures.
Por la Pampa El Cóndor, se sigue la ruta de la vía Huamachuco-Curgos-Sarín-Sitabamba. Se puede tomar un bus desde Huamachuco, entramos a Curgos, luego se llega a Sarín, a treinta minutos esta la localidad de Munmalca (Distrito de Sarín), en una hora y media más se llega a Pampa del Cóndor y finalmente en una hora se ariiva Sitabamba, la capital distrital.
Otra opción en tomar la vía Huamachuco-Chugay-Sitabamba. Al arribar al distrito está el caserío de Santa Cruz de Payures, luego Corrales, Huayobal, Ushnoval, Quilliz y San Miguel de Shita.

## Demografía

### Población
Según el censo de 2017, el distrito tiene 3412 hab.

### Religión
Según en censo de 2017, 1605 personas manifestaron ser católicos, 575 ser evangélicos, 59 no profesar ninguna religión y 3 ser adventistas. 
Desde el punto de vista jerárquico de la Iglesia católica forma parte de la Prelatura de Huamachuco.

## Historia
El distrito fue creado mediante Ley del 3 de noviembre de 1900, en el gobierno del Presidente Eduardo López de Romaña.

## Geografía
Abarca una superficie de 310,23 km².

## Autoridades

### Municipales
- 2019 - 2022[3]
  - Alcalde: Adolfo Alejandro Layza Valverde, de Restauración Nacional.
  - Regidores:

  1. Heysen Wilder Valera López (Restauración Nacional)
  2. Analí Azcate Valverde (Restauración Nacional)
  3. Paul David Castillo Yupanqui (Restauración Nacional)
  4. Alder Rusber Rodríguez Indalecio (Restauración Nacional)
  5. Benilda Mariela Pinedo García (Alianza para el Progreso)

Alcaldes anteriores
- 2015 - 2018:[4] Roger Sumaran Rodríguez
- 2011 - 2014:[5] Jerson Rodríguez Jerson Rodríguez Sumarán, del Partido Alianza para el Progreso (APP).
- 2007 - 2010: Wilmer Ascate Rodríguez, del Partido Nacionalista Peruano.

### Policiales
- Comisario:  PNP.